# 普朗格努阿勒
普朗格努阿勒（法語：Planguenoual，法語發音：[plɑ̃ɡənwal]）是法国阿摩尔滨海省的一个旧市镇，位于该省东北部，属于圣布里厄区。2019年1月1日，普朗盖努阿勒和相邻的莫里约和朗巴勒合并为新市镇朗巴勒阿摩尔（Lamballe-Armor）。

## 地理
普朗格努阿勒（48°31'58"N, 2°34'40"W）面积32.89 平方千米，位于法国布列塔尼大區阿摩尔滨海省，该省份为法国西北部沿海省份，位于布列塔尼半岛北部，北濒大西洋英吉利海峡，西接菲尼斯泰尔省，南至莫尔比昂省，东临伊勒-维莱讷省。
与普朗格努阿勒接壤的市镇（或旧市镇、城区）包括：昂代勒、朗巴勒、莫里约、普莱讷夫-瓦勒安德烈、圣阿尔邦。
普朗格努阿勒的时区为UTC+01:00、UTC+02:00（夏令时）。

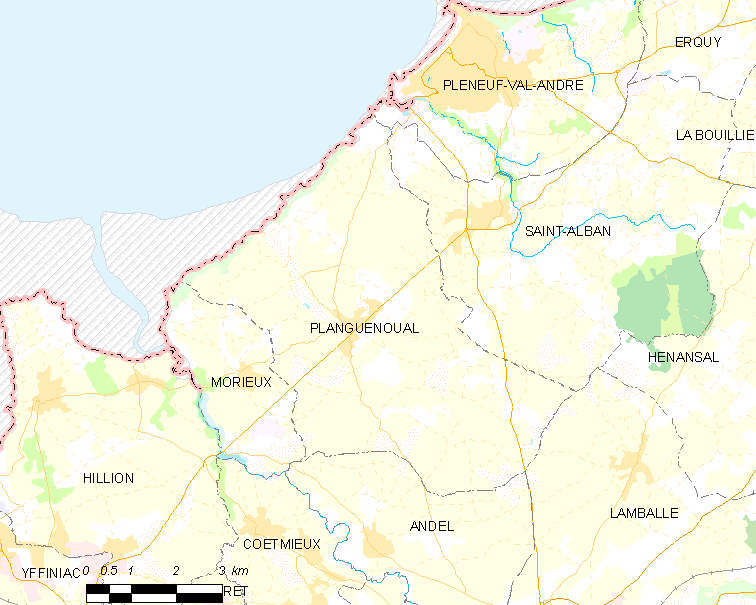
普朗格努阿勒的OSM定位图

## 行政
普朗格努阿勒的邮政编码为22400，INSEE市镇编码为22173。

## 政治
普朗格努阿勒所属的省级选区为普莱讷夫-瓦勒安德烈县。

## 交通
阿摩尔滨海省省道D34线、D59线和D786线经过境内。

## 人口

1962-2008年间普朗格努阿勒人口变化图示

普朗格努阿勒于2018年1月1日时的人口数量为2226人。